# Ernst Krebs
Ernst Krebs (4 novembre 1906 – 20 luglio 1970) è stato un canoista tedesco.

## Palmarès

### Olimpiadi
- Oro a Berlino 1936 nel K1 10000 metri.